# Formula Palmer Audi
La Formula Palmer Audi è un campionato riservato a monoposto monomarca ed è stata creata nel 1998 dall'ex pilota di Formula 1, Jonathan Palmer; basata nel Regno Unito, è organizzata e gestita da MotorSport Vision. Ha una elevata percentuale di piloti britannici, ma vi corrono anche piloti di altre nazioni.

## Storia
La serie è nata come alternativa più economica alla Formula 3 e alle Formula Renault e Formula BMW.

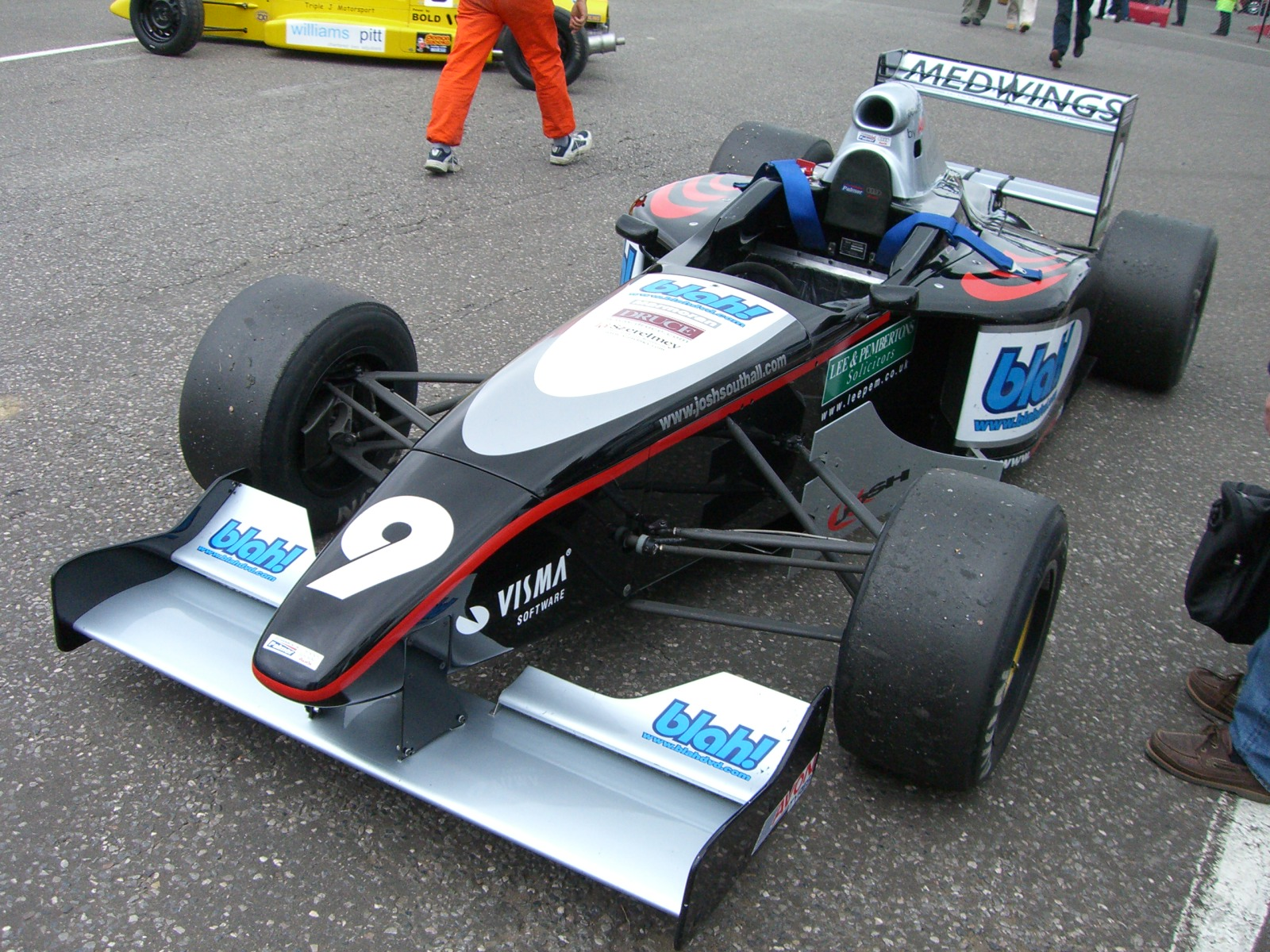
Vettura da Formula Palmer.

Anche se ogni pilota ha la sua vettura personale con i propri sponsor e la propria livrea, tutte le automobili FPA sono state sviluppate e testate, e sono in seguito mantenute e gestite da Palmer Sport presso il laboratorio situato all'autodromo di Bedford.
Come indicato dal nome del campionato, c'è un accordo con Audi per la fornitura dei propulsori: le vetture sono equipaggiate con un motore da 1,8 litro, quattro cilindri in linea, 20 valvole a doppio albero a camme in testa, sovralimentato con una turbina Garrett T34, in grado di erogare 300 cavalli (224 kW).
Le vetture possono accelerare da 0 a 100 km/h (0-62,1 mph) in 2,8 secondi, da 0 a 160 (da 0 a 99,4 mph) in 6,2 secondi, e hanno una velocità massima superiore ai 270 km/h (168 mph).